# Cold Bay
Cold Bay és una població dels Estats Units a l'estat d'Alaska. Segons el cens del 2007 tenia 88 habitants.

## Demografia
Segons el cens del 2000, Cold Bay tenia 88 habitants, 36 habitatges, i 18 famílies La densitat de població era de 0,6 habitants/km².
Dels 36 habitatges en un 33,3% hi vivien nens de menys de 18 anys, en un 44,4% hi vivien parelles casades, en un 2,8% dones solteres, i en un 50% no eren unitats familiars. En el 36,1% dels habitatges hi vivien persones soles el 36,1% de les quals corresponia a persones de 65 anys o més que vivien soles. El nombre mitjà de persones vivint en cada habitatge era de 2,28 i el nombre mitjà de persones que vivien en cada família era de 3,11.
Per edats la població es repartia de la següent manera: un 23,9% tenia menys de 18 anys, un 9,1% entre 18 i 24, un 39,8% entre 25 i 44, un 27,3% de 45 a 60 i un 0% 65 anys o més.
L'edat mediana era de 34 anys. Per cada 100 dones hi havia 183,9 homes. Per cada 100 dones de 18 o més anys hi havia 204,5 homes.
La renda mediana per habitatge era de 55.750 $ i la renda mediana per família de 64.375 $. Els homes tenien una renda mediana de 36.250 $ mentre que les dones 38.333 $. La renda per capita de la població era de 20.037 $. Cap de les famílies i el 27,3% de la població estaven per davall del llindar de pobresa.

## Poblacions més properes
El següent diagrama mostra les poblacions més properes.